# A forradalom díszfegyvere

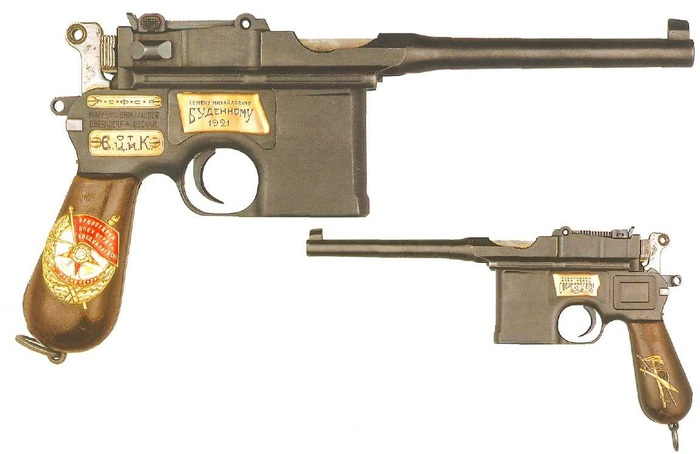
A pisztoly

A forradalom díszfegyvere (oroszul: Почётное революционное оружие) a Vörös Hadseregben a legmagasabb elismerés formája volt 1919 – 1930 között. Azok a szovjet katonai vezetők kapták meg, akiket a Központi Végrehajtó Bizottság, az Elnökség és a Forradalmi Katonai Tanács érdemesnek talált odaítélésére.
Az elismertek javarésze később a sztálinista rendszer ellensége lett és a tisztogatások során likvidálták őket. A huszonegy jutalmazott közül négyen Bugyonnij, Vorosilov, Tyimosenko és Vinnyikov-Besszmertnij élték túl ezt a vészkorszakot és öten még a tisztogatások előtt meghaltak.

## Az elismerésről
A díszfegyver névre szóló gravírozással lehetett pisztoly és kard is. A fegyvereket kézművesek készítették és aranyozott mintákkal díszítették. A harcoló hadseregparancsnokoknak adományozták és ez volt abban az időben az egyik legmagasabb kitüntetés. A Vörös Zászló érdemrend jelével ellátott díszkard és pisztoly különösen nagy elismerés volt és azt jelentette, hogy az adott katonai vezető élvezi a politikai elit bizalmát. Később több jutalmazott vesztét is okozta, hiszen többen közülük kivívták Sztálin ellenszenvét és irigységét, lehet azért is, mert ő ezt az elismerést nem kapta meg.

### Az elismerésben részesültek
| Sorszám | Név                                                        | Adományozás |
| ------- | ---------------------------------------------------------- | ----------- |
| 1.      | Szergej Szergejevics Kamenyev (1881–1936)                  | 1919-08-08  |
| 2.      | Vaszilij Ivanovics Szorin (1870–1938)                      | 1919-08-08  |
| 3.      | Szemjon Mihajlovics Bugyonnij (1883–1973)                  | 1919-11-20  |
| 4.      | Mihail Nyikolajevics Tuhacsevszkij (1893–1937)             | 1919-12-17  |
| 5.      | Ijeronim Petrovics Uborevics (1896–1937)                   | 1920-04-08  |
| 6.      | Mihail Vasziljevics Frunze (1885–1925)                     | 1920-04-08  |
| 7.      | Kliment Jefremovics Vorosilov (1881–1969)                  | 1920-11-25  |
| 8.      | Filipp Kuzmics Mironov (1872–1921)                         | 1920-11-25  |
| 9.      | Avguszt Ivanovics Kork (1887–1937)                         | 1920-11-25  |
| 10.     | Nyikolaj Dmitrijevics Kasirin (1888–1938)                  | 1920-11-25  |
| 11.     | Szemjon Konsztantyinovics Tyimosenko (1895–1970)           | 1920-11-28  |
| 12.     | Vlagyimir Sztyepanovics Neszterovics (1895–1925)           | 1921-01-05  |
| 13.     | Jakov Filippovics Blahanov (1892–1935)                     | 1921-02-02  |
| 14.     | Vaszilij Lavrentyjevics Vinnyikov-Besszmertnij (1892–1946) | 1921-02-02  |
| 15.     | Alekszandr Iljics Jegorov (1883–1939)                      | 1921-02-17  |
| 16.     | Jevgenyij Szergejevics Kazanszkij (1896–1937)              | 1921-06-03  |
| 17.     | Grigorij Ivanovics Kotovszkij (1881–1925)                  | 1921-09-20  |
| 18.     | Volgyemar Rudolfovics Rose (1897–1939)                     | 1921-12-12  |
| 19.     | Grigorij Davidovics Hahanyjan (1896–1939)                  | 1921-12-12  |
| 20.     | Ivan Szemjonovics Kutyakov (1897–1938)                     | 1922-04-28  |
| 21.     | Sztyepan Szergejevics Vosztrecov (1883–1932)               | 1930-04-23  |